# Kaplan Burović
Kaplan Burović (auch  Kaplan Resuli-Burovich, serbokroatisch-kyrillisch Каплан Буровић, albanisch Kaplan Resulli oder Kaplan Resulbegoviq; * 8. August 1934 in Ulcinj, Königreich Jugoslawien; † 11. August 2022 in Genf) war ein Schriftsteller, Journalist und Albanologe.

## Leben
Burović absolvierte 1958 die Höhere Pädagogische Lehranstalt in Skopje. Von 1953 bis 1955 war er Chefredakteur der Zeitschrift Iskra in Belgrad und Redakteur der Zeitschrift Flaka e Vllaznimit in Skopje. Von 1956 bis 1959 arbeitete er als Lehrer in Tetovo. 1959 wurde er in Tetovo wegen „politischer Agitation“ zu zwei Jahren Haft verurteilt, die er im Gefängnis Idrizovo verbüßte. Nach seiner Freilassung floh er nach Albanien, um in die UdSSR zu emigrieren, aber da sich die diplomatischen Beziehungen zwischen den zwei Staaten zunehmend verschlechterten, durfte er nicht in die UdSSR einreisen.
Von 1963 bis 1970 war Burović Lehrer für Geschichte und Literatur in Lushnja und betätigte sich nebenher als Schriftsteller. 1965 lobte der Bund albanischer Schriftsteller Burovićs Roman Tradhtia (Verrat) als „besten albanischsprachigen Roman der Nachkriegszeit“; Burović wurde zum Ehrenmitglied der Albanischen Akademie ernannt. 1969 schloss er an der Universität Tirana ein Studium der albanischen Sprache und Literatur ab, mit einer Arbeit über den Ulcinjer Dialekt.
Im Jahr 1970 wurde er in Albanien wegen unerlaubten Waffenbesitzes und „regierungsfeindlicher Propaganda“ zu 43 Jahren Haft verurteilt und im Gefängnis von Burrel inhaftiert. 1990 wurde er vorzeitig freigelassen und erhielt mit der Unterstützung von Amnesty International Asyl in der Schweiz. Er lebte und publizierte seither in Genf.
Burović ist Autor mehrerer Romane, Gedichtesammlungen, wissenschaftlicher Arbeiten und polemischer Schriften in albanischer, serbischer (serbokroatischer) und französischer Sprache. Er war Herausgeber der albanischsprachigen Kulturzeitschrift Ylberi (Regenbogen) und der serbischsprachigen Zeitschrift Ulcinj. Er war Mitglied des Bundes der Schriftsteller Albaniens und Montenegros.
Burović gilt als ein erbitterter Kritiker des Enver-Hoxha-Regimes. Er zählte neben Fatos Lubonja, Ardian Vehbiu und Ardian Klosi zu den bedeutenden Dissidenten Albaniens. Wegen des Ausmaßes seiner Strafe betrachtet er sich als „am strengsten bestraften politischen Gefangenen auf dem Balkan“. Mit seiner langjährigen Arbeit an der „Enttarnung albanischer nationalistischer Geschichtsmythen“ und seinen Polemiken mit albanischen Wissenschaftlern und Schriftstellern hatte er sich zahlreiche Feinde geschaffen: Er hat drei Mordversuche überlebt, zwei in Albanien und einen in Genf. Laut Burovićs Angaben gibt es außerhalb von Albanien keine albanische Kultur. Den Kosovo sah er als Teil Serbiens.
1992 wurde er in Albanien rehabilitiert. Burović war auch in Serbien berühmt und verehrt. Das serbische Fernsehen drehte 1995 einen Dokumentarfilm über ihn („Mandela Albanije“).
Burović war in zweiter Ehe verheiratet und hatte drei Kinder.

## Werke (Auswahl)
- Mornareva udovica. Priština 1956.
- Shkěnijat e para. Ligne des écrivains de Kosovo, Priština 1956.
- Fanola. Priština 1958.
- Tradhtia. Naim Frashëri, Tirana 1965.
- Ushtima e Korabit. Naim Frashëri, Tirana 1968.
- E folmja e Ulqinit. Diplomarbeit, Univ. Tirana 1969.
- Le vrai visage d'Ismail Kadare. Balkan, Genf 1992.
- Ilirët dhe Shqiptarët. Balkan, Genf 1994.
- Porijeklo Albanaca. Balkan, Genf 1994.
- Fishta dhe të tjerë. Naum Veqilharxhi, Tirana 2001.
- Njegoš i Albanci: studije. OMPA, Podgorica 2002.
- Adem Demaçi. Balkan, Genf 2002.
- Resulbegoviqët dhe shqiptarët. Balkan, Genf 2003.